# Acanthastrea regularis
Acanthastrea regularis là một loài san hô trong họ Mussidae. Loài này được Veron mô tả khoa học năm 2002.